# NGC 520
NGC 520 је спирална галаксија у сазвежђу Рибе која се налази на NGC листи објеката дубоког неба.
Деклинација објекта је + 3° 47' 39" а ректасцензија 1h 24m 34,7s. Привидна величина (магнитуда) објекта NGC 520 износи 11,3 а фотографска магнитуда 12,2. Налази се на удаљености од 27,8000 милиона парсека од Сунца. NGC 520 је још познат и под ознакама UGC 966, MCG 1-4-52, CGCG 411-50, IRAS 01219+0331, ARP 157, VV 231, PRC D-44, KCPG 31B, PGC 5193.